# Егоров, Пётр Васильевич
Пётр Васильевич Егоров (23 декабря 1922, Меленки, Владимирская губерния — 7 июля 2001, Санкт-Петербург) — гвардии старший сержант Советской Армии, участник Великой Отечественной войны, Герой Советского Союза (1945).

## Биография
Пётр Егоров родился 23 декабря 1922 года в деревне Меленки (ныне — в Страшевичском сельском поселении, Торжокский район Тверской области). Окончил неполную среднюю школу и курсы шофёров в Калинине (Тверь). В августе 1941 года Егоров был призван на службу в Рабоче-крестьянскую Красную Армию. С того же года — на фронтах Великой Отечественной войны. Принимал участие в боях на Центральном и 1-м Украинском фронтах. В боях четыре раза был ранен. К январю 1945 года гвардии старший сержант Пётр Егоров был механиком-водителем танка 53-й гвардейской танковой бригады 6-го гвардейского танкового корпуса 3-й гвардейской танковой армии 1-го Украинского фронта. Отличился во время освобождения Польши.
В боях во время прорыва с Сандомирского плацдарма Егоров лично уничтожил 1 танк, 4 артиллерийских орудия, 30 автомашин, около 40 вражеских солдат и офицеров. Взвод, в котором служил Егоров, первым вышел к реке Пилица в районе населённого пункта Мамошин в 13 километрах к северо-западу от Влощовы. Поскольку мост был взорван отходящими немецкими войсками, Егоров был вынужден идти вброд. Он первым преодолел Пилицу и принял бой с превосходящими силами противника, прикрыв переправу всего батальона. 20 января 1945 года Егоров одним из первых вступил на территорию Германии.
Указом Президиума Верховного Совета СССР от 10 апреля 1945 года за «мужество и героизм, проявленные при форсировании реки Пилица и удержании плацдарма на её западном берегу» гвардии старший сержант Пётр Егоров был удостоен высокого звания Героя Советского Союза с вручением ордена Ленина и медали «Золотая Звезда» за номером 7833.
В 1946 году Егоров был демобилизован. Первоначально проживал и работал на ремонтном заводе в Торжке, в 1953 году переехал в Ленинград, где работал в строительно-монтажном управлении треста «Севзапстрой». Окончил Ленинградский техникум промышленного транспорта. 
Скончался 7 июля 2001 года, похоронен в Санкт-Петербурге на Зеленогорском кладбище.

## Награды
- Орден Отечественной войны 1-й степени,
- Орден Красной Звезды,
- Орден Славы 3-й степени,
- рядом медалей[1].